# Juan Valle
Juan Valle (1838-1865) fue un escritor mexicano.

## Biografía
Nacido el 4 de julio de 1838 en la ciudad de Guanajuato, quedó ciego a los tres años. Compuso poesías, comenzando hacia 1855 con una dirigida a Zorrilla, y, en palabras de Julio Cejador y Frauca, «sobresaliendo por el sentimentalismo, llorando su propia desgracia y cantando la religión, la libertad y el amor puro a su esposa». Dos ediciones se habrían hecho de sus versos. También fue autor de algunas piezas dramáticas. En opinión de Cejador, «viriles son sus tercetos á la Guerra civil». Según José M. Vigil «fué el cantor más enérgico de la revolución reformista, siendo dignas de notarse la exactitud y originalidad de sus descripciones, no obstante haber perdido la vista desde los primeros años». Falleció en enero de 1865.